# Santian (plaats)
Santian is een bestuurslaag in het regentschap Timor Tengah Selatan van de provincie Oost-Nusa Tenggara, Indonesië. Santian telt 950 inwoners (volkstelling 2010).